# Lessen (Gera)
Lessen bildet zusammen mit Großaga, Kleinaga, Reichenbach und Seligenstädt den 16,38 km² großen Ortsteil Aga der Stadt Gera in Thüringen mit insgesamt 1734 Einwohnern (Stand 31. Dezember 2011).

## Geographie
Lessen ist im Norden der Stadt Gera an der Landesgrenze zu Sachsen-Anhalt gelegen.

## Geschichte
Lessen wurde am 23. Mai 1364 im Zusammenhang mit der Verpfändung des Hauses Langenberg als Leczkow erstmals urkundlich erwähnt. In weiteren bekannten Urkunde wird der Ort Losczan, später Leussowe, Leusten (1533) oder Lössen (1564) genannt. Pfarr- und Schulort über die Jahrhunderte war Großaga. – Eine ehemalige Burg „Der Bühl“ mit Turmhügel bestand früher nordwestlich des Ortes (1364 beurkundet). Heute ist nur noch der Burghügel erkennbar.
Lessen hatte kein Ritter- oder Freigut, lediglich ein Pfarrlehensgut (Schafmeisterei), welches bis heute bewirtschaftet wird. Auch unter den landwirtschaftlichen Maßgaben der DDR gelang es den Bauern von Lessen, sich eine hohe Eigenständigkeit zu erhalten. 1827 zählt der Ort 22 Häuser und 114 Einwohner.
Am 1. Juli 1950 wird Lessen in die neue Gemeinde Aga eingegliedert.

## Sehenswürdigkeiten

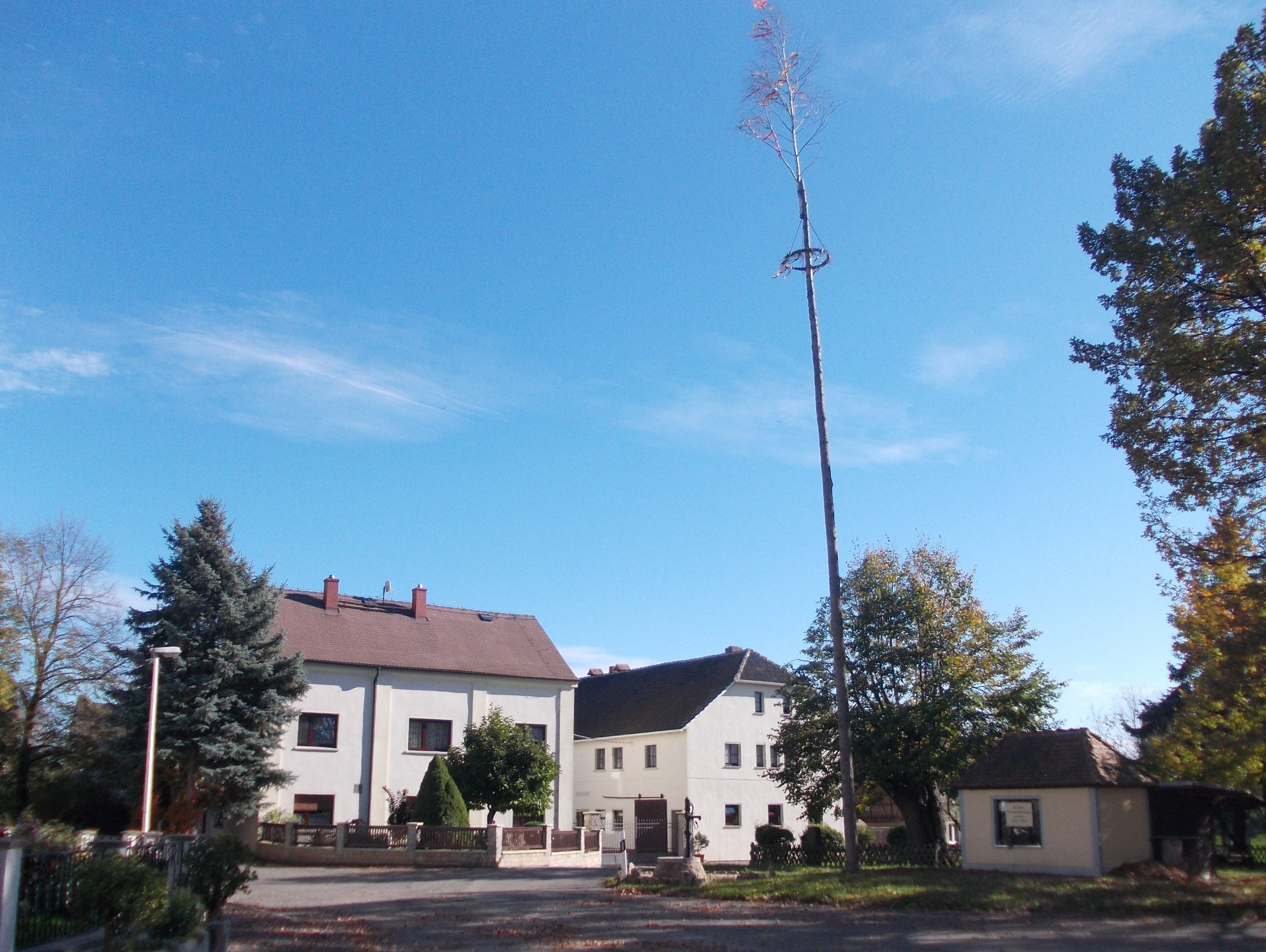
Ortsmitte Lessen

Bis heute ist die ursprüngliche sorbische Rundlingsanlage des Dorfes weitestgehend erhalten.

## Politik
Die Gemeinde Aga (Großaga, Kleinaga, Lessen, Reichenbach und Seligenstädt) wurde am 1. April 1994 in die Stadt Gera eingemeindet. Seitdem bilden die Orte zusammen den Ortsteil Aga der Stadt Gera mit eigener Ortschaftsverfassung und Ortsteilrat (bis II/2009 Ortschaftsrat). Ortsteilbürgermeister ist seit 1994 Bernd Müller (CDU).

## Entwicklung der Einwohnerzahl
| Jahr      | 1827 | 1864 | 1939 | 2002 | 2009 |
| Einwohner | 114  | 134  | 97   | 85   | 71   |

## Verkehr
Der Ort ist nördlich der Bundesautobahn 4 gelegen und über die nahegelegene Bundesstraße 2 zu erreichen.
Im ÖPNV ist Lessen über die Buslinie 228 der RVG Regionalverkehr Gera/Land im ungefähren Stundentakt an Gera angebunden. Nächstgelegener Bahnhof ist Gera-Langenberg.

## Bildung
Die nächstgelegene Kindereinrichtung ist die
- Kindertagesstätte Reichenbacher Straße in Kleinaga.

Zuständige Grundschule ist die
- Staatliche Grundschule Aga in Kleinaga.

Nächstgelegene Regelschule ist die
- Staatliche Regelschule 12 in Bieblach-Ost.